# Elsa Goveia
Elsa Vesta Goveia, née le 12 avril 1925 en Guyane britannique et morte le 18 mars 1980 à Kingston, Jamaïque est une historienne des Caraïbes.
C'est la première femme à devenir professeure à l'université des Indes occidentales et la première professeure antillaise au département d'histoire de l'université. Sa thèse, Slave Society in the British Leeward Islands at the End of the Eighteenth Century, est une étude inédite de l'institution de l'esclavage et la première à proposer le concept de société d'esclaves, qui englobe non seulement les esclaves, mais aussi l'ensemble de la communauté. Elle est l'une des pionnières de la recherche historique sur l'esclavage et les Caraïbes, et est considérée comme la première historienne sociale des années 1960 à sa mort.

## Biographie
Elle vient d'une famille modeste, ethniquement mixte portugaise et afro-guyanaise. En 1944, elle obtient la bourse nationale de la Guyane britannique. Aussi, Goveia étudie l'histoire à l'University College de Londres, puis fréquente l'Institut de la recherche historique de Londres sous la tutelle d'Eveline Martin jusqu'en 1950, date à laquelle elle retourne aux Caraïbes. Elle accepte un poste à l'université des Indes occidentales, récemment créée. Poursuivant ses recherches entre 1950 et 1951, Goveia rédige sa thèse et la remet l'année suivante décrochant son doctorat en 1952.